# Баштечки
Баште́чки (укр. Баштечки) — село в Жашковском районе Черкасской области Украины.

## История
В 1986 году здесь был построен общественно-торговый центр.
Население по переписи 2001 года составляло 866 человек.

## Местный совет
19222, Черкасская обл., Жашковский р-н, с. Баштечки

## Известные уроженцы
- Парубок, Емельян Никонович (1940—2017) — дважды Герой Социалистического Труда.
- Журавский, Пётр Аверьянович (1916—1998) — Герой Социалистического Труда.